# چارلز دارنینگ
چارلز دارنینگ (به انگلیسی: Charles Durning) (زاده ۲۸ فوریه ۱۹۲۳ - درگذشته ۲۴ دسامبر ۲۰۱۲) بازیگر آمریکایی است.
از فیلم‌هایی که او در آن بازی کرده‌است، می‌توان به توتسی، دو مدل از یک نوع، سلام مامان!، اعترافات واقعی ،یک روز خوب، فیلم ماپت‌ها، آخرین شمارش معکوس، ضد جاسوسی، صفحه اول، مردی با یک کفش قرمز، قایق دریاچه، ستاره باله، ایالتی و اصلی، شمال دور، فراموشش کن، جری و تام، داستان ببر، اعمال کثیف و بعدازظهر سگی اشاره کرد.